# Karl F. Sundman
Karl Frithiof Sundman (Kaskinen, 28 de outubro de 1873 — Helsinque, 28 de setembro de 1949) foi um matemático e astrônomo finlandês.
Sundman estudou astronomia em Helsinque a partir de 1893, sendo assistente no Observatório de Pulkovo de 1894 a 1897. Em 1903 obteve o doutorado em Helsinque, onde começou a lecionar, a partir de 1907 foi professor extraordinário e a partir de 1918 professor ordinário e diretor do observatório. Aposentou-se em 1941.
É conhecido principalmente por sua solução do problema dos três corpos (1909).